# Ая Уето
Ая Уето (на японски: 上戸 彩, Ueto Aya, Япония) е японска актриса и певица.

## Биография
Ая Уето родена на 14 септември, 1985 в Нерима, Токио.
През 1997 г. Ая Уето участва в седмото издание на японския национален младежки конкурс за красота Japan Bishojo Contest, където спечелва специалната награда на журито. Това и проправя път към множество договори за телевизионни реклами, които спомагат за изграждането на актьорската и кариера.
През 1999 г. участва във формирането на j-pop групата Z-1 заедно с Мами Неджики, Маи Фуджия и Манами Нишиваки. Те издават пет сингъла, преди да се разпаднат. Две години по-късно Ая сключва договор със звукозаписната компания Pony Canyon. Първият ѝ сингъл Pureness (издаден през 2002) достига четвърта позиция в японската Oricon класация. Девет от общо тринайсетте и сингъла достигат топ десет, а първите и два албума AYAUETO (2003) и MESSAGE (2004) достигат съответно пета и шеста позиция.
Първата и телевизионна роля е в сериала Namida wo Fuite, излъчен през 2000 г. Към края на 2001 г. популярността ѝ нараства значително благодарение на участието в шестия сезон на 3 Nen B Gumi Kinpachi Sensei. Следват роли в други сериали като Koukou Kyoushi 2003, Aim for the Ace!, Attention Please и др.

## Дискография

### Сингли
- Pureness (2002)
- kizuna (2002)
- Hello (2003)
- MESSAGE/PERSONAL (2003)
- Kanshou/MERMAID (2003)
- Binetsu (2003)
- Ai no tameni (2004)
- Kaze/Okuru kotoba (2004)
- Afuresou na ai, daite/Namida wo fuite (2004)
- Usotsuki (2004)
- Yume no chikara (2005)
- Kaze wo ukete (2005)
- Egao no mama de (2006)
- way to heaven (2007)
- Namida no Niji/SAVE ME (2007)

### Албуми
- AYAUETO (2003)
- MESSAGE (2004)
- Re. (2004)
- UETOAYAMIX (2005)
- License (2006)
- BEST of UETOAYA – Single Collection (2006)

## Избрана филмография

### Сериали
- Namida wo Fuite – As Tears Go By (2000)
- 3 Nen B Gumi Kinpachi Sensei – Mr. Kinpachi of 3rd Year Class B (2001)
- My Little Chef (2002)
- Koukou Kyoushi 2003 – High School Teacher 2003 (2003)
- Hitonatsu no Papa e – Papa For One Summer (2003)
- Ace wo nerae! – Aim For The Ace! (2004)
- Yoshitsune (2005)
- Attack No.1 (2005)
- Tsubasa no oreta tenshitachi – Angels With Broken Wings (2006) – епизод 1
- Attention Please (2006)
- Shimokita Sundays (2006)
- Ri Kouran (2007)
- Hotelier (2007)
- Abarenbo Mama (2008)
- Hokaben (2008)

### Филми
- The Killers of Paraiso (1999) – в ролята на Хикари
- Азуми (2003) – в ролята на Азуми
- Install (2004) – в ролята на Асако Нозава
- Азуми 2: Death or Love (2005) – в ролята на Азуми

## Фотоалбуми
- hare nochi ame, nochi hare (2001)
- aiueto (2002)
- September Fourteenth (2003)
- natural (2004)
- Last Teen (2005)
- Breath (2005)